# Rhizoplacopsis weichingii
Rhizoplacopsis weichingii är en lavart som beskrevs av J.C. Wei & Q.M. Zhou 2006. Rhizoplacopsis weichingii ingår i släktet Rhizoplacopsis och familjen Rhizoplacopsidaceae.   Inga underarter finns listade i Catalogue of Life.